# Liga Nacional de Handebol Masculino de 2014
A Liga Nacional de Handebol Masculino de 2014 foi a 18ª edição desta competição organizada pela Confederação Brasileira de Handebol (CBHb). Participaram do torneio onze equipes provenientes de sete estados brasileiros: São Paulo, Rio de Janeiro, Minas Gerais, Espírito Santo, Paraná, Santa Catarina e Rio Grande do Sul.
O Handebol Taubaté conquistou o bicampeonato de maneira invicta ao vencer na decisão o EC Pinheiros na decisão por 29 a 16. A partida foi realizada no Centro de Eventos Padre Vítor Coelho de Almeida, em Aparecida, São Paulo.

## Regulamento
A Liga Nacional de 2014 foi disputada por onze equipes convidadas divididas em duas chaves, seis na chave A e cinco na chave B. A competição foi dividida em três fases: a primeira, classificatória, a segunda, de quartas-de-final e a terceira contemplando as semifinais e a final.
Na primeira fase as equipes jogaram entre si dentro de suas chaves em dois turnos, sendo que o segundo turno seguiu a mesma ordem das partidas do primeiro, mas com o mando de quadra invertido. Nesta etapa da competição a vitória assegurou dois pontos na classificação para a equipe vencedora e nenhum para a derrotada; em caso de empate, um ponto para cada time.
As quatro primeiras colocadas de cada chave garantiram vaga na segunda fase, disputada em jogo único com mando da equipe melhor colocada. Os cruzamentos foram entre o primeiro de um grupo contra o quarto do outro e, de modo análogo, entre segundos e terceiros.
Na última fase do torneio, disputada na cidade de Aparecida, São Paulo, os times vencedores das quartas-de-final disputaram as semifinais em dois jogos. As equipes que venceram suas respectivas séries com maior saldo de gols disputaram o título do torneio em jogo único, bem como as equipes derrotadas disputaram o terceiro lugar.
As oito equipes melhor classificadas garantem vaga na Liga Nacional 2015.

## Equipes participantes
Onze equipes disputaram o título da Liga Nacional de 2014. São elas:

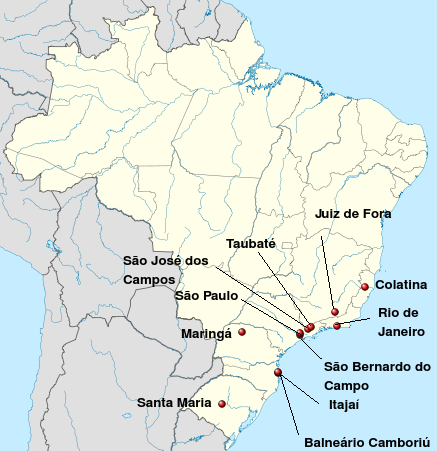
Cidades sede das equipes participantes da Liga Nacional de Handebol Masculino de 2014.

| Equipe Nome fantasia                                       | Cidade Ginásio                             | Temporada 2013 |
| ---------------------------------------------------------- | ------------------------------------------ | -------------- |
| AMH Maringá Unimed/UEM/Maringá                             | Maringá Chico Neto                         | 4º             |
| FAB Rio de Janeiro Vila Olímpica Manuel Tubino/FAB         | Rio de Janeiro Vila Olímpica Manuel Tubino |                |
| AD Juiz de Fora ADJF/Juiz de Fora                          | Juiz de Fora UFJF                          |                |
| FME Balneário Camboriú ACEU/Univali/FME Balneário Camboriú | Balneário Camboriú Hamilton Linhares Cruz  |                |
| AD Itajaiense ADI/APM Terminals/Itajaí                     | Itajaí Univali                             |                |
| ASH Santa Maria ASH/Praxis/Associação Santamariense        | Santa Maria Centro Desportivo Municipal    |                |
| Força Jovem Colatina Força Jovem/Colatina                  | Colatina Fundação Castelo Branco           |                |
| São José Handebol                                          | São José dos Campos Tênis Clube            |                |
| EC Pinheiros                                               | São Paulo Henrique Villaboim               |                |
| ADC Metodista Metodista/São Bernardo/Besni                 | São Bernardo do Campo Baetão               | 2º             |
| Handebol Taubaté TCC/Unitau/Fecomerciários/Taubaté         | Taubaté EMECAL                             | 1º             |

## Fase final
|  | Quartas-de-final | Quartas-de-final       | Quartas-de-final |    |                  | Semifinais        | Semifinais | Semifinais          | Semifinais          |  |  | Final              | Final |
|  |                  |                        |                  |    |                  |                   |            |                     |                     |  |  |                    |       |
|  | 1º A             | AMH Maringá            | 28               |    |                  |                   |            |                     |                     |  |  |                    |       |
|  | 4º B             | AD Itajaiense          | 24               |    |                  |                   |            |                     |                     |  |  |                    |       |
|  | 4º B             | AD Itajaiense          | 24               |    | AMH Maringá      | 22                | 22         | 44                  |                     |  |  |                    |       |
|  |                  |                        |                  |    | AMH Maringá      | 22                | 22         | 44                  |                     |  |  |                    |       |
|  |                  | EC Pinheiros           | 34               | 17 | 51               |                   |            |                     |                     |  |  |                    |       |
|  | 2º B             | EC Pinheiros           | 34               | 17 | 51               | EC Pinheiros      | 28         |                     |                     |  |  |                    |       |
|  | 2º B             |                        |                  |    |                  | EC Pinheiros      | 28         |                     |                     |  |  |                    |       |
|  | 3º A             | ADC Metodista          | 27               |    |                  |                   |            |                     |                     |  |  |                    |       |
|  |                  |                        |                  |    |                  |                   |            |                     |                     |  |  | EC Pinheiros       | 16    |
|  |                  |                        | Handebol Taubaté | 29 |                  |                   |            |                     |                     |  |  |                    |       |
|  | 1º B             | Handebol Taubaté       | 29               |    |                  |                   |            |                     |                     |  |  |                    |       |
|  | 4º A             | FME Balneário Camboriú | 27               |    |                  |                   |            |                     |                     |  |  |                    |       |
|  | 4º A             | FME Balneário Camboriú | 27               |    | Handebol Taubaté | 31                | 28         | 59                  |                     |  |  |                    |       |
|  |                  |                        |                  |    | Handebol Taubaté | 31                | 28         | 59                  |                     |  |  |                    |       |
|  |                  | FAB Rio de Janeiro     | 19               | 23 | 42               |                   |            | Disputa pelo bronze | Disputa pelo bronze |  |  |                    |       |
|  | 2º A             | FAB Rio de Janeiro     | 19               | 23 | 42               | São José Handebol | 25         | Disputa pelo bronze | Disputa pelo bronze |  |  |                    |       |
|  | 2º A             |                        |                  |    |                  | São José Handebol | 25         |                     |                     |  |  |                    |       |
|  | 3º B             | FAB Rio de Janeiro     | 28               |    |                  |                   |            |                     |                     |  |  | AMH Maringá        | 25    |
|  |                  |                        |                  |    |                  |                   |            |                     |                     |  |  | FAB Rio de Janeiro | 21    |